# Sparks (песня)
«Sparks»- это песня американской певицы Хилари Дафф из её пятого студийного альбома, Breathe In. Breathe Out. (2015). Песня была выпущена 7 апреля 2015 года на лейбле RCA, песня является лид-синглом альбома.
Музыкальное видео было выпущено 14 мая 2015 года. Видео демонстрировало рекламную кампанию Tinder, в видео Хилари посещала свидания и пользовалась этим сервисом для знакомств. Менее чем через месяц, была выпущена «fan-demanded» версия видео, в которой не было отрывков свиданий, знакомств и рекламы Tinder, а включала в себя хореографию.
«Sparks» достигла 93 места в чарте Billboard Hot 100, но стала четвёртым синглом в карьере певицы, который достиг топ-10 в танцевальном чарте. «Sparks» также входили в чарты таких стран, как Австралия и Канада.

## Композиция
«Sparks» — это дэнс-поп и синти-поп песня с приблизительной длиной в три минуты и пять секунд. Нолан Фини, обозреватель журнала Time назвала эту песню «лакомым кусочком» шведского попа. Мэдисон Вэйн из Entertainment Weekly сравнила Sparks с работой американской певицы Бритни Спирс, её в 2004 году сингл Toxic, сопродюсером которой был Bloodshy. Кэролин Мейнс из Music Times сравнила песню к музыкальному стилю австралийской певицы Кайли Миноуг.

## Критика
Брэдли Стерн из Idolator писал, что в отличие от предыдущих синглов с «фолк-оттенками», «Chasing the Sun» и «All About You», «Sparks» знаменует возвращение к «более привычному» дэнс-поп звуку для певицы. Она также написала, что свисток в начале песни «неудержимо цепляет», и считает, что эта песня может стать словно инфекция и эта песня должна быть на поп-радиостанциях немедленно.

## Чарты
Песня дебютировала в Billboard Hot 100 4 июля 2015 года под номером 93. 'Sparks' позже дебютировал под номером 47 в танцевальном чарте Billboard, и достиг пика на шестой строчке.
| Чарт (2015)                     | Место |
| ------------------------------- | ----- |
| Австралия (ARIA)                | 104   |
| Канада (Canadian Hot 100)       | 63    |
| US Billboard Hot 100            | 93    |
| US Dance Club Songs (Billboard) | 6     |
| Россия (TopHit)                 | 182   |